# Dirk Scalongne
Dirk Scalongne (* 12. Dezember 1879 in Amsterdam; † 1. April 1973 ebenda) war ein niederländischer Fechter und Schout-bij-nacht.

## Leben
Dirk Scalongne nahm an den Olympischen Spielen 1912 in Stockholm teil, bei denen er mit der niederländischen Equipe die Finalrunde erreichte. Diese schloss er gemeinsam mit Jetze Doorman, Arie de Jong, Hendrik de Iongh, George van Rossem und Willem van Blijenburgh hinter Ungarn und Österreich auf dem dritten Platz ab und gewann somit die Bronzemedaille. Nach dem Ausbruch des Ersten Weltkriegs beendete er seine Fechtkarriere.
Im Alter von 18 Jahren schloss sich Scalongne der Koninklijke Marine an und war unter anderem in Niederländisch-Indien stationiert, wo er mit dem Fechten begann. 1907 wurde er einer der ersten Kommandanten des ersten niederländischen U-Boots O1. Während seiner Militärkarriere hatte er mehrere U-Boot-Kommandos in Den Helder und Surabaya inne. 1934 schied er aus dem aktiven Dienst im Range eines Konteradmirals aus.